# Gorodki
Gorodki (russisch городки – Städtchen (Pl.)) ist eine alte, osteuropäische Einzel- und Mannschaftssportart.

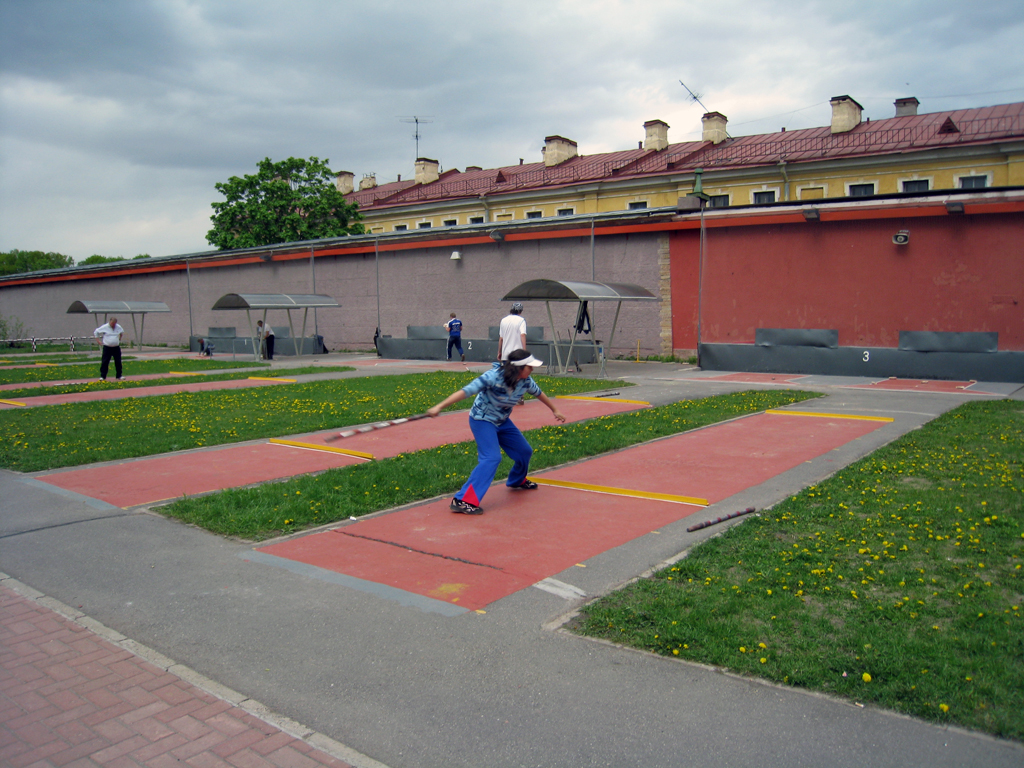
Gorodki-Spielflächen in Sankt Petersburg

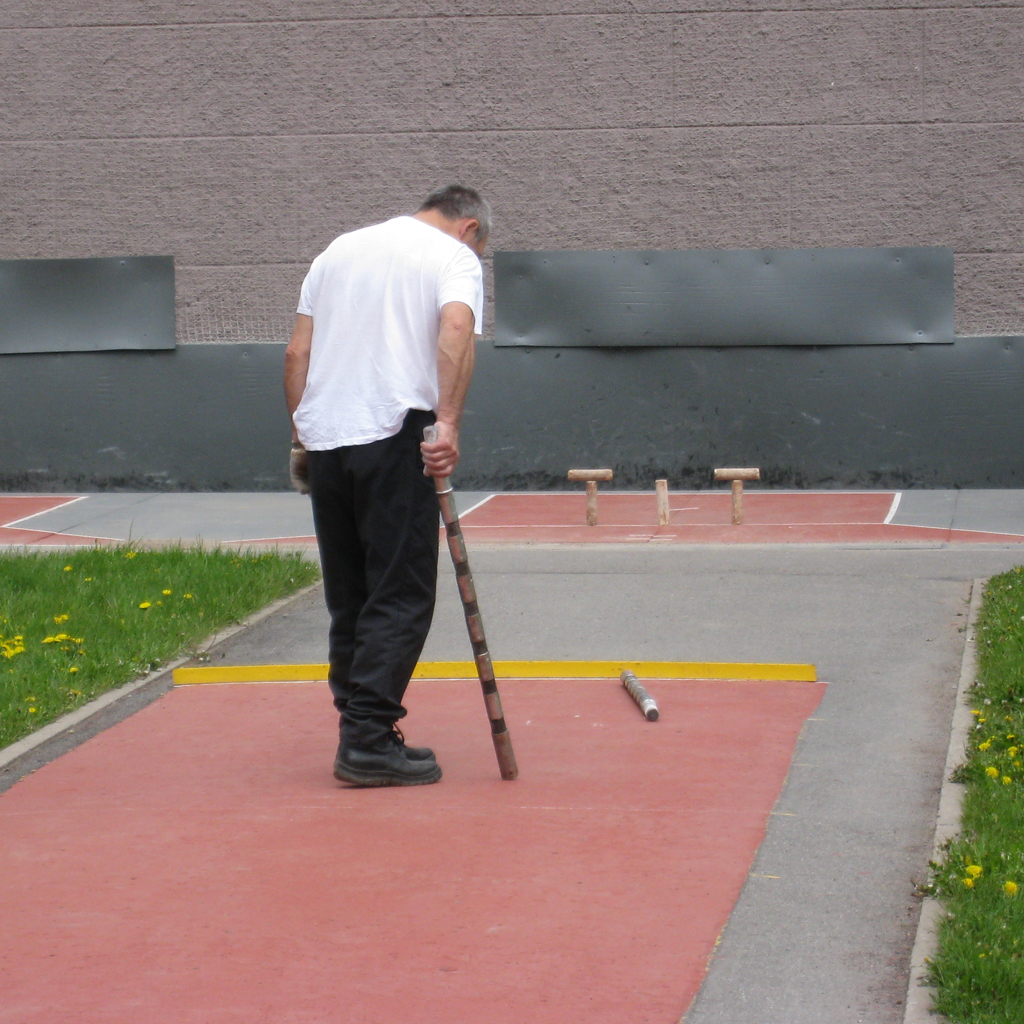
Gorodkispieler vor Spielfigur „Wächter“

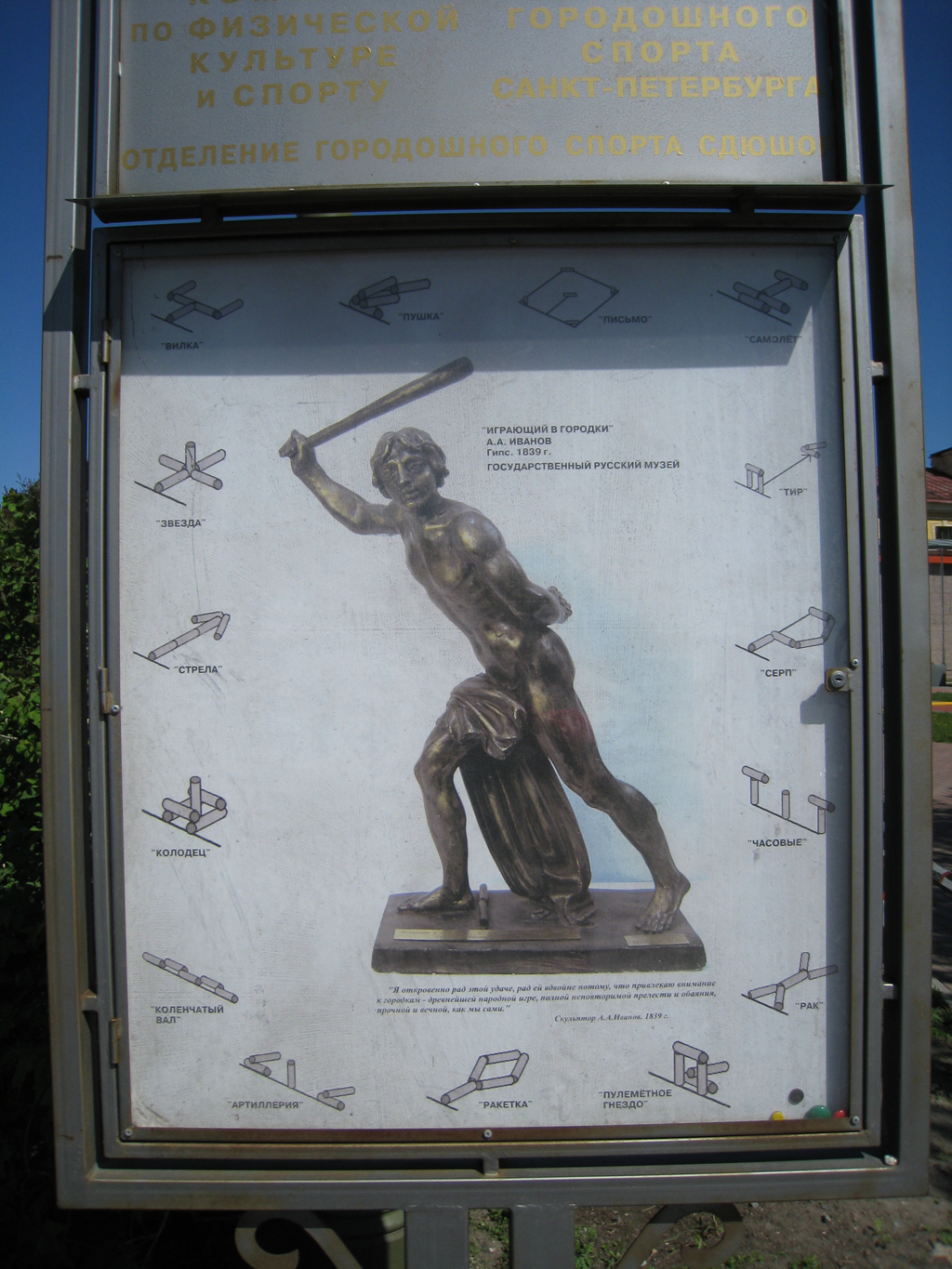
Poster mit Gorodki-Spielregeln in Sankt Petersburg

## Spielidee
Der Grundgedanke des Spiels ist es, fünf Holzklötzchen (Gorodki, „Städtchen“), die zu bestimmten Figuren aufgebaut werden, mit einem Wurfstock (Bita) aus einer bestimmten Entfernung (Kon, Polukon) von ihrem Platz (Gorod, „Stadt“) aus dem abgegrenzten Spielfeld zu schlagen. Ziel ist es, hierfür möglichst wenig Versuche zu benötigen.
Es gibt Frauen- und Männermannschaften.

## Gorodki in Deutschland
Karlsruhe gilt als die „Geburtsstadt“ der Sportart Gorodki in Deutschland und besitzt eine turniertaugliche Anlage. Daneben gibt es weitere Anlagen in Baden-Württemberg, Berlin, Hamburg, Mecklenburg-Vorpommern, Niedersachsen, Schleswig-Holstein und Thüringen (Stand 2016).

## Figuren
Die Holzklötze werden in 15, teilweise auch 16, Figuren aufgestellt. Diese sind Kanone (пушка, puschka), Gabel (вилка, wilka), Stern (звезда, swesda), Pfeil (стрела, strela), Brunnen (колодец, kolodez), Kurbelwelle (коленчатый вал, kolentschatij wal), Artillerie (артиллерия, artillerija), Schläger (ракетка, raketka), Maschinengewehrnest (пулемётное гнездо, pulemjotnoe gnesdo), Krebs (рак, rak), Wächter (часовые, tschasowje), Sichel (серп, serp), Schießstand (тир, tir), Flugzeug (самолёт, samoljot) und Brief (письмо, pismo).

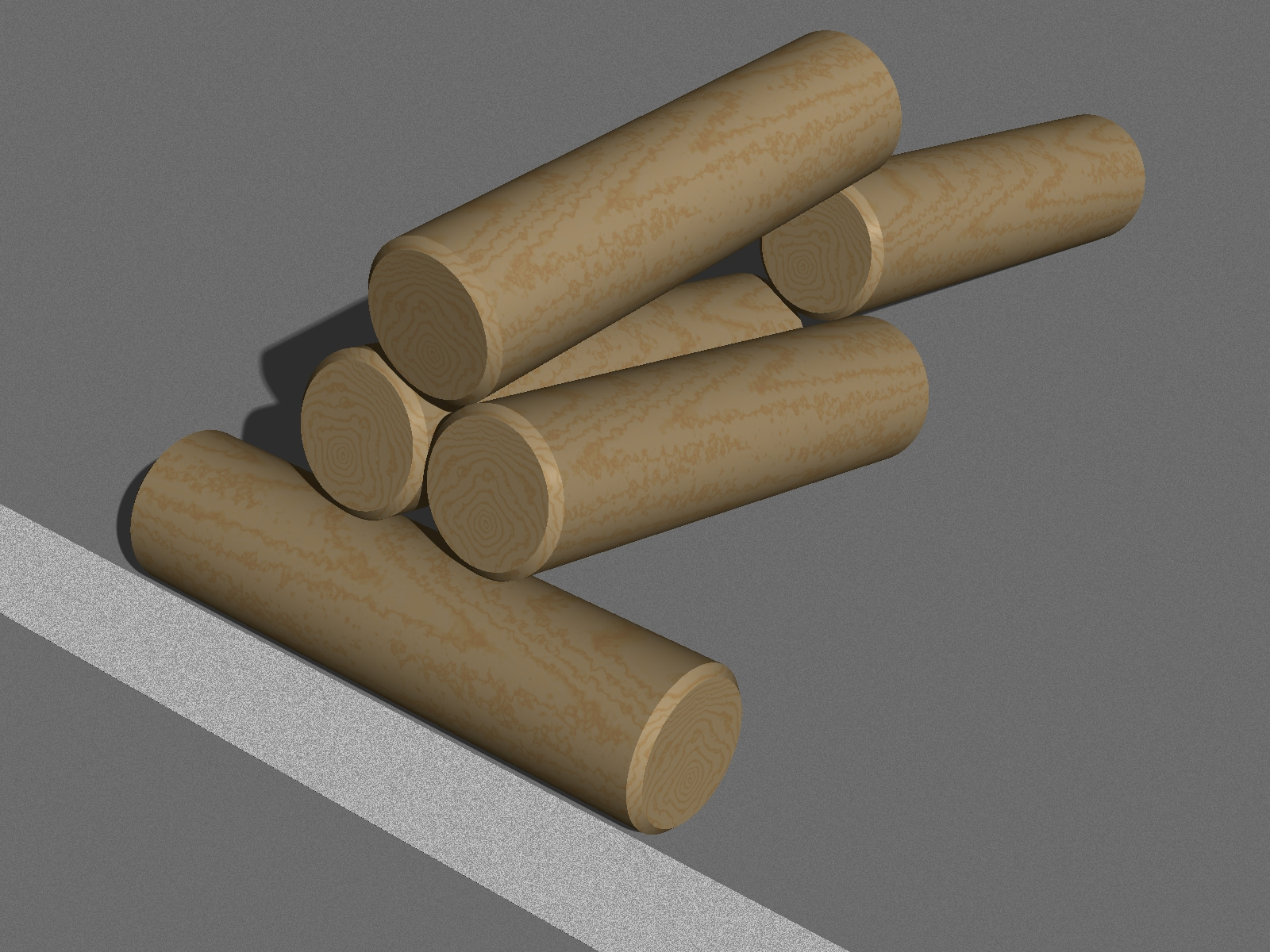
Kanone
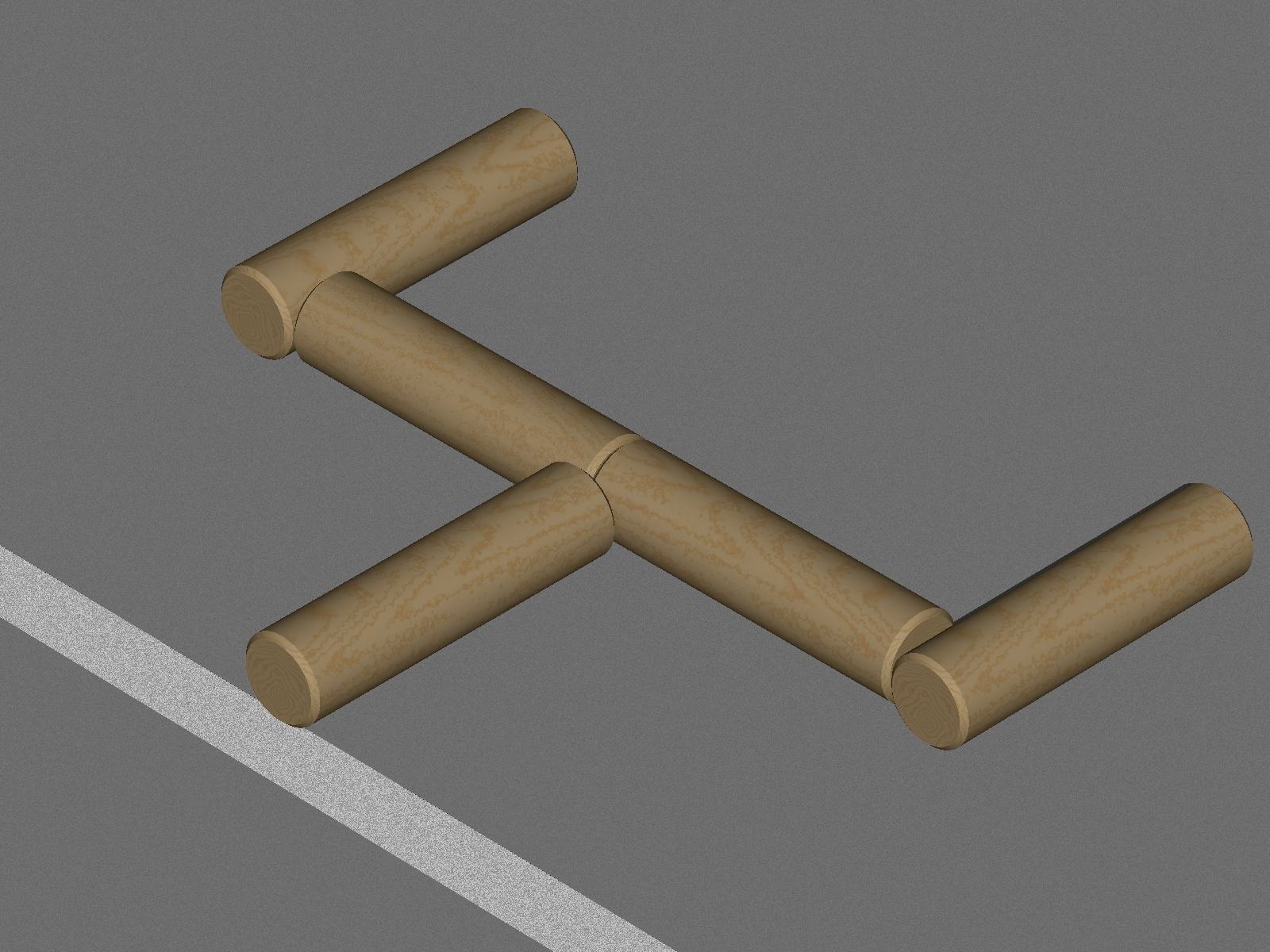
Gabel
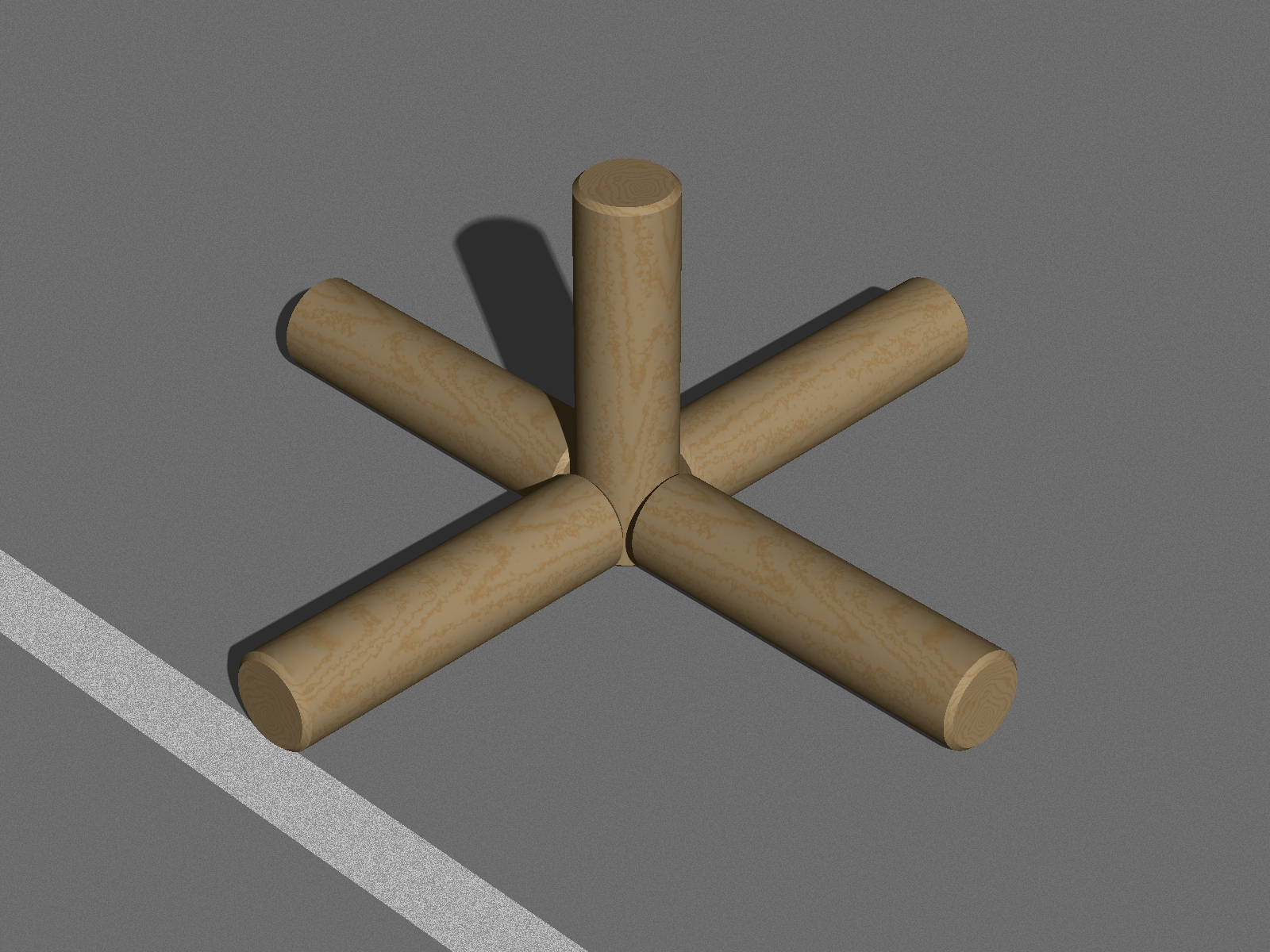
Stern
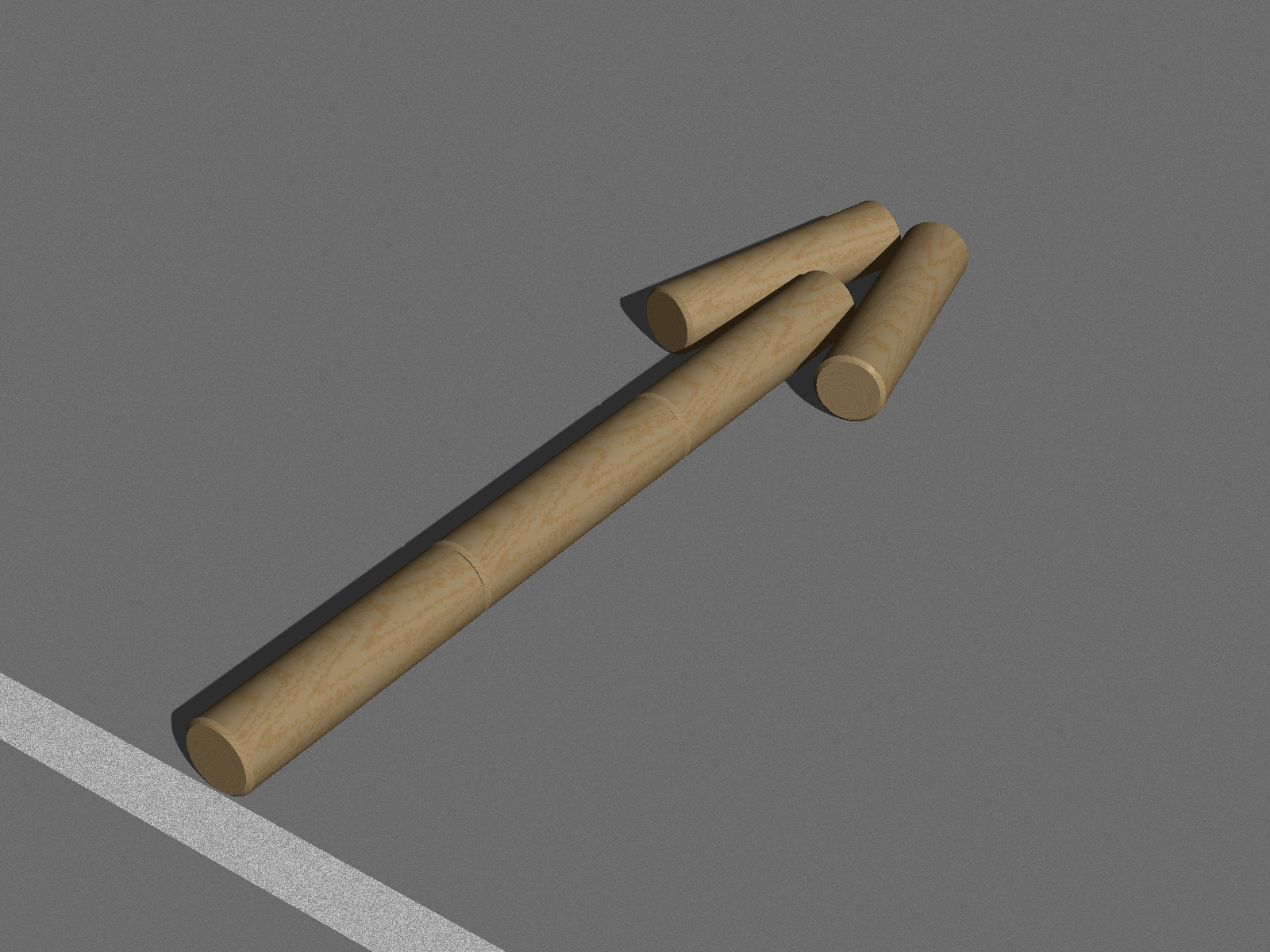
Pfeil
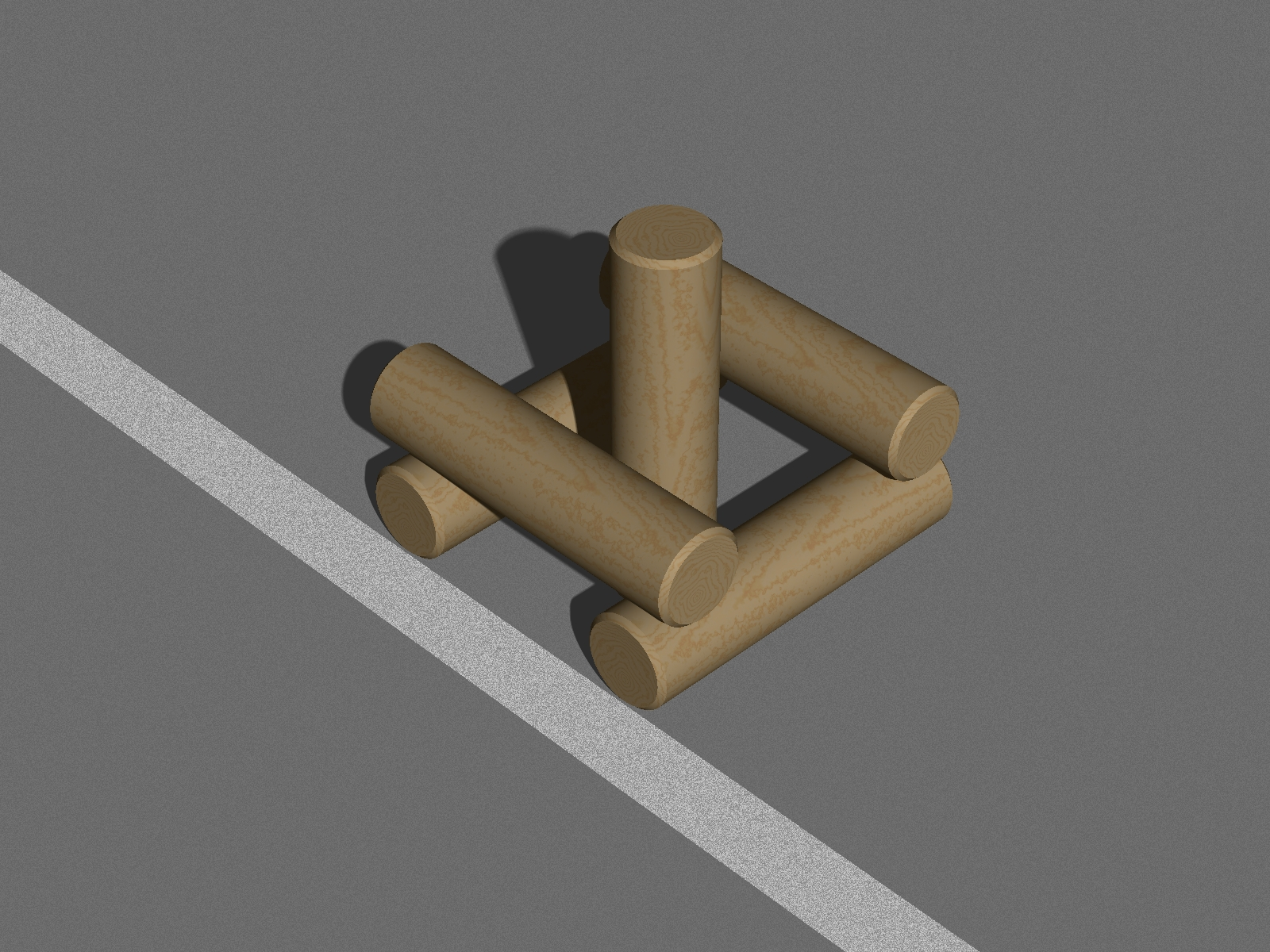
Brunnen
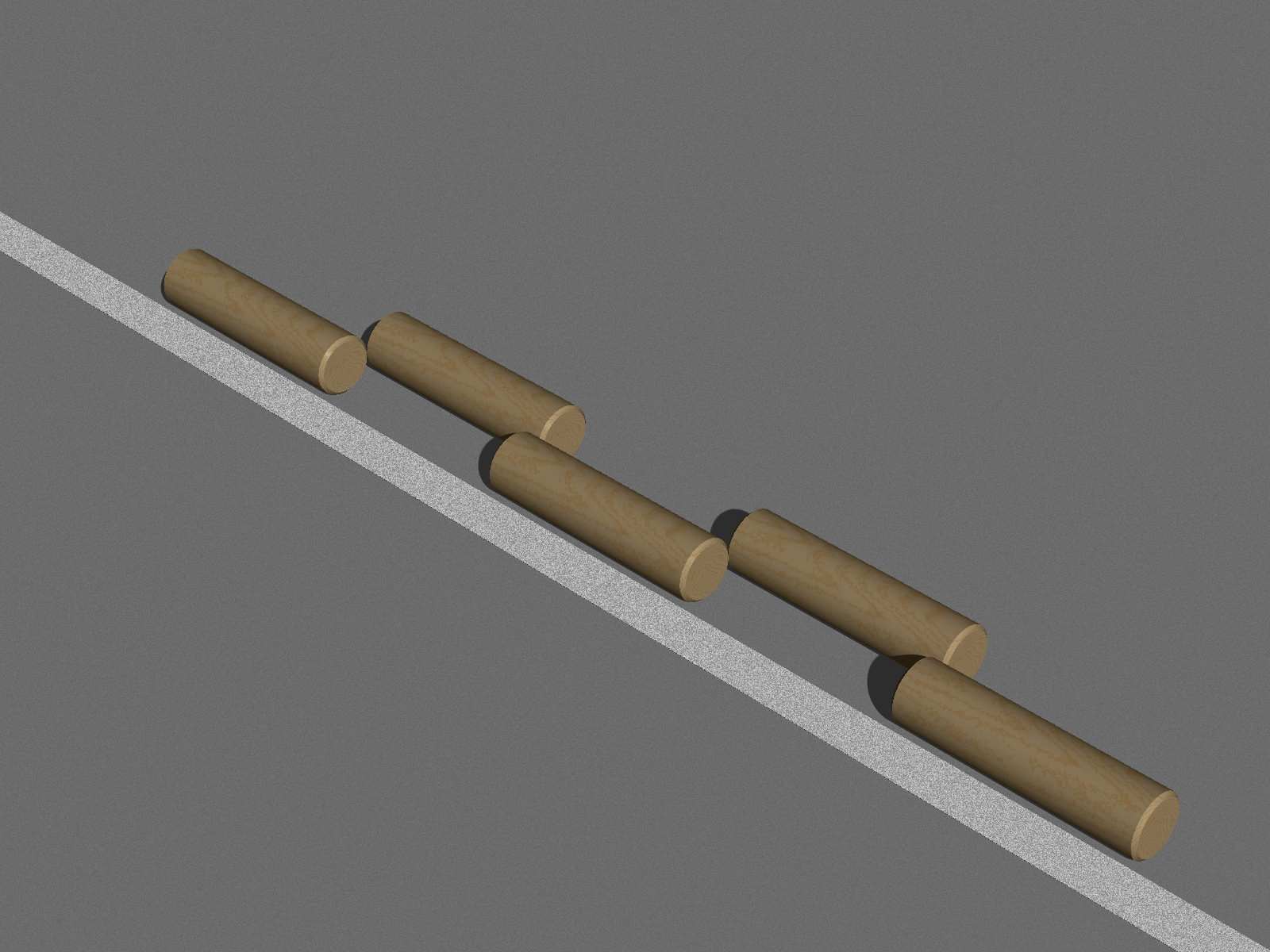
Kurbelwelle
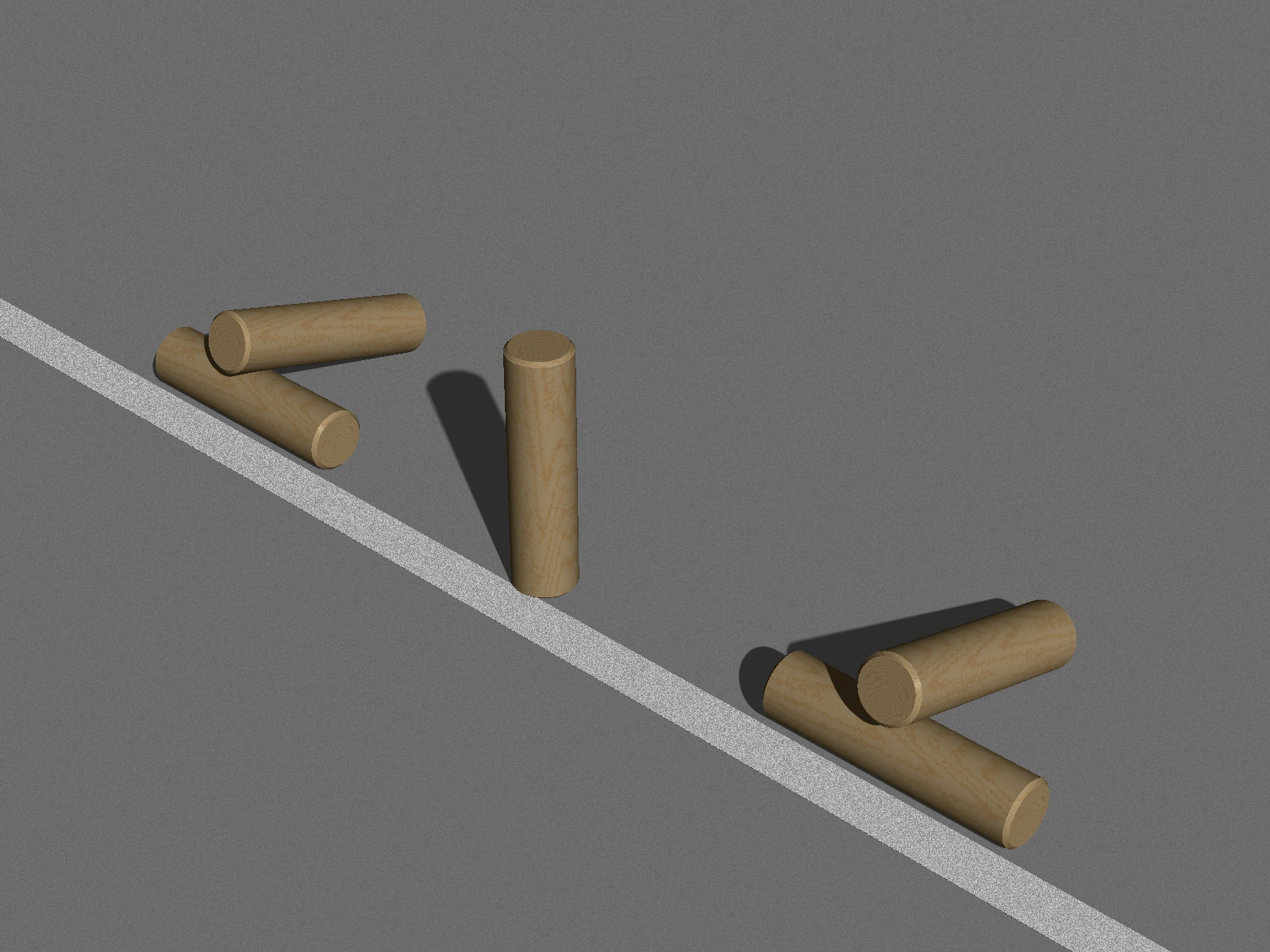
Artillerie
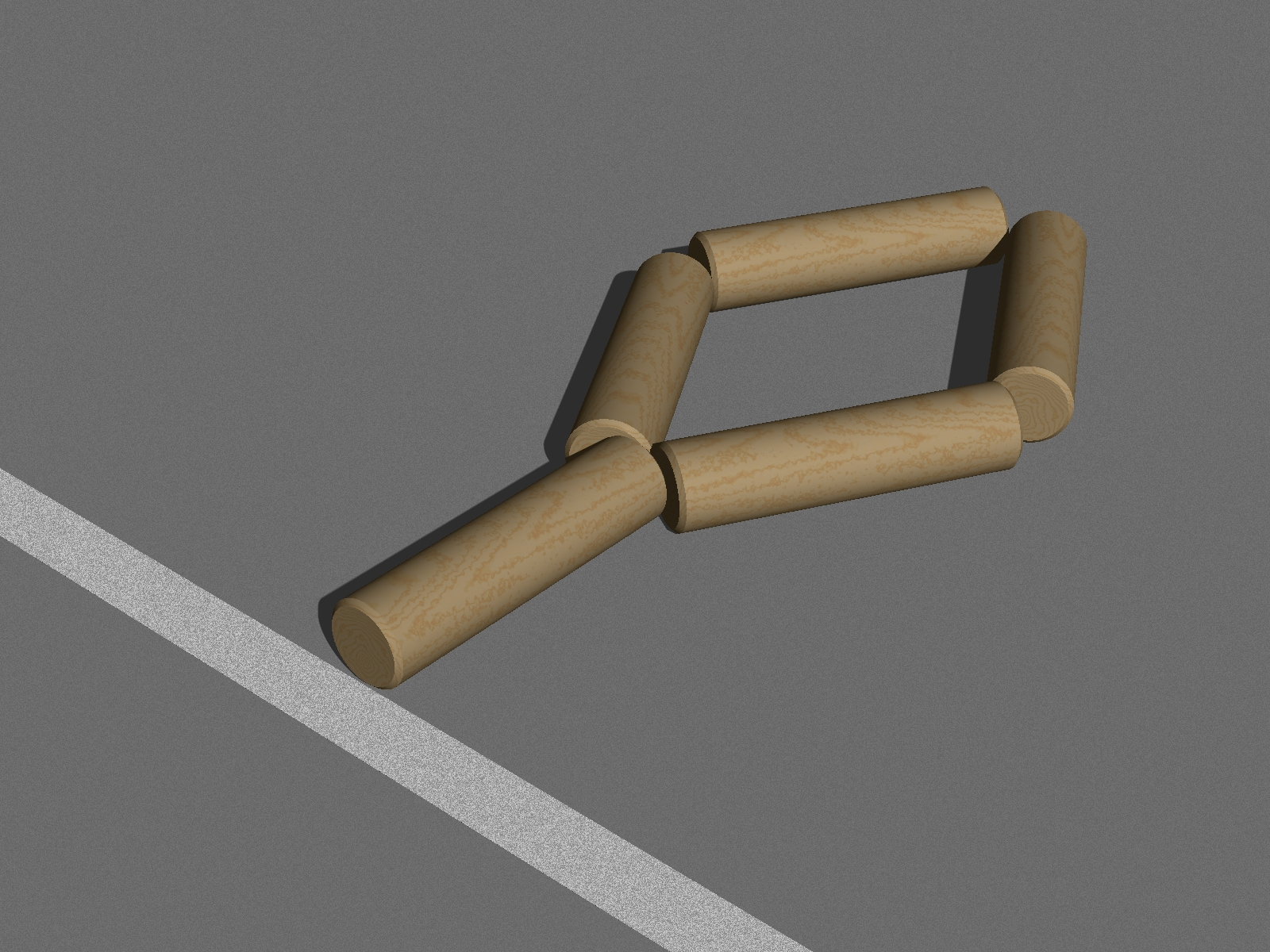
Schläger
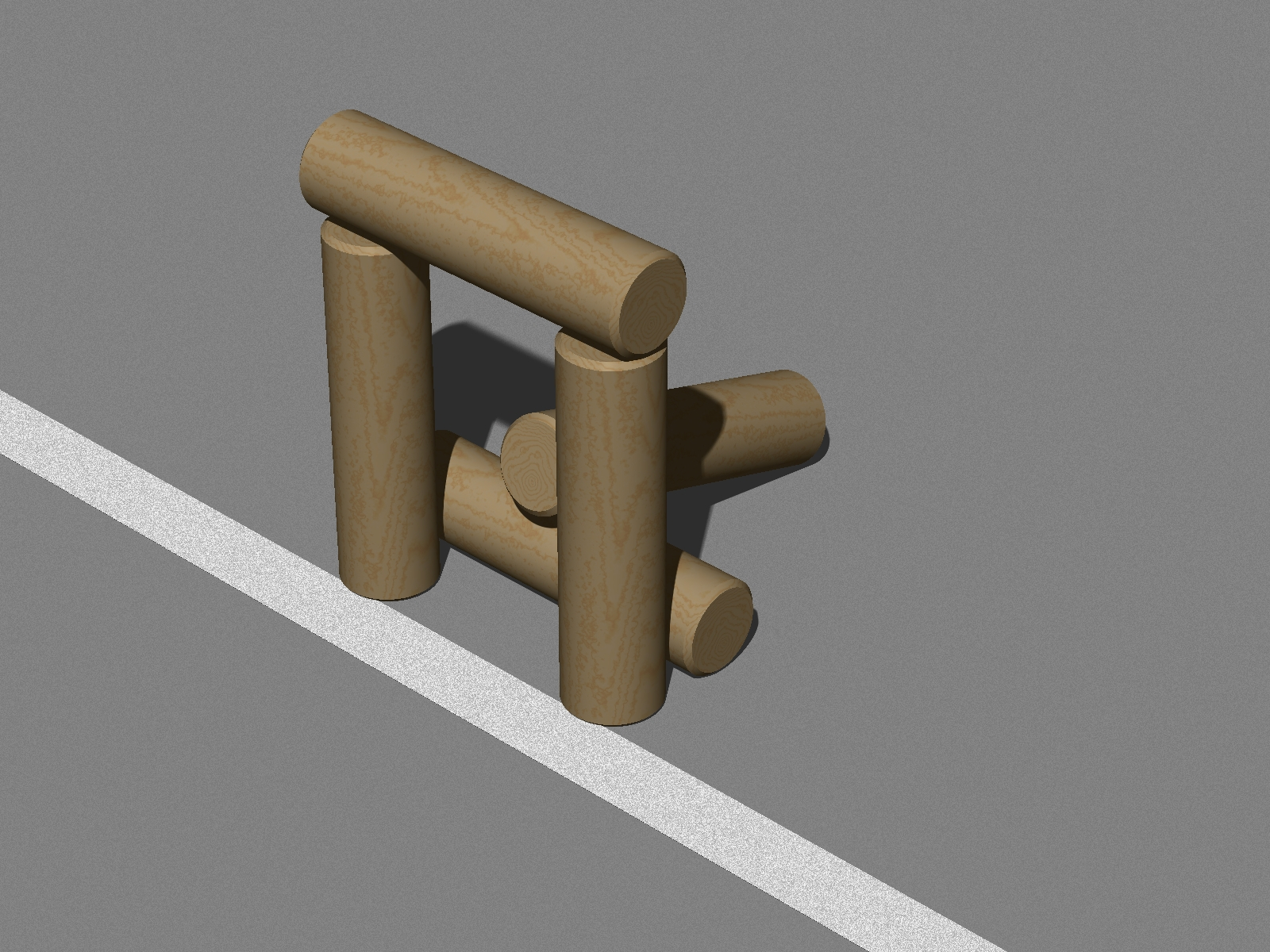
Maschinengewehrnest
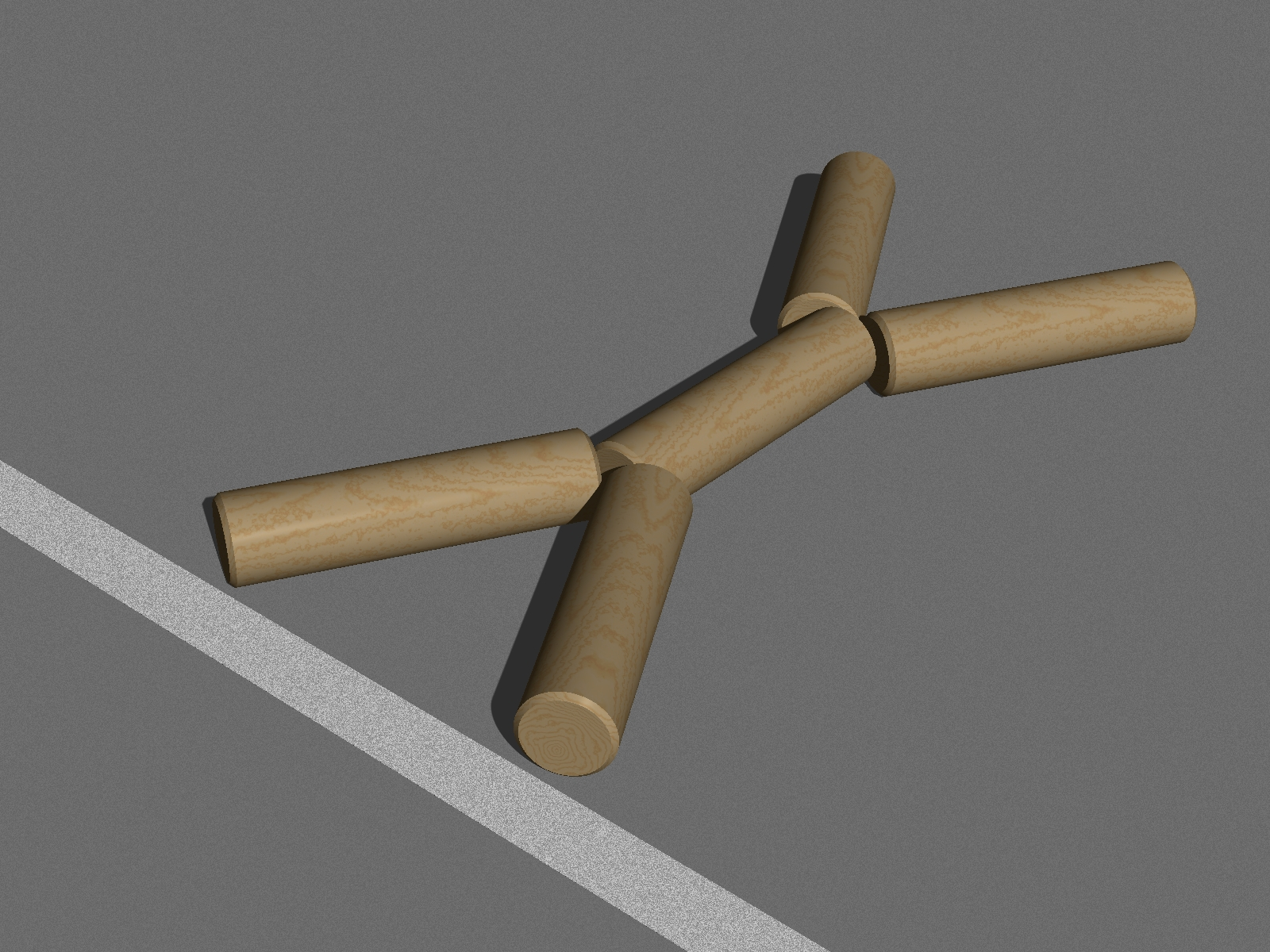
Krebs
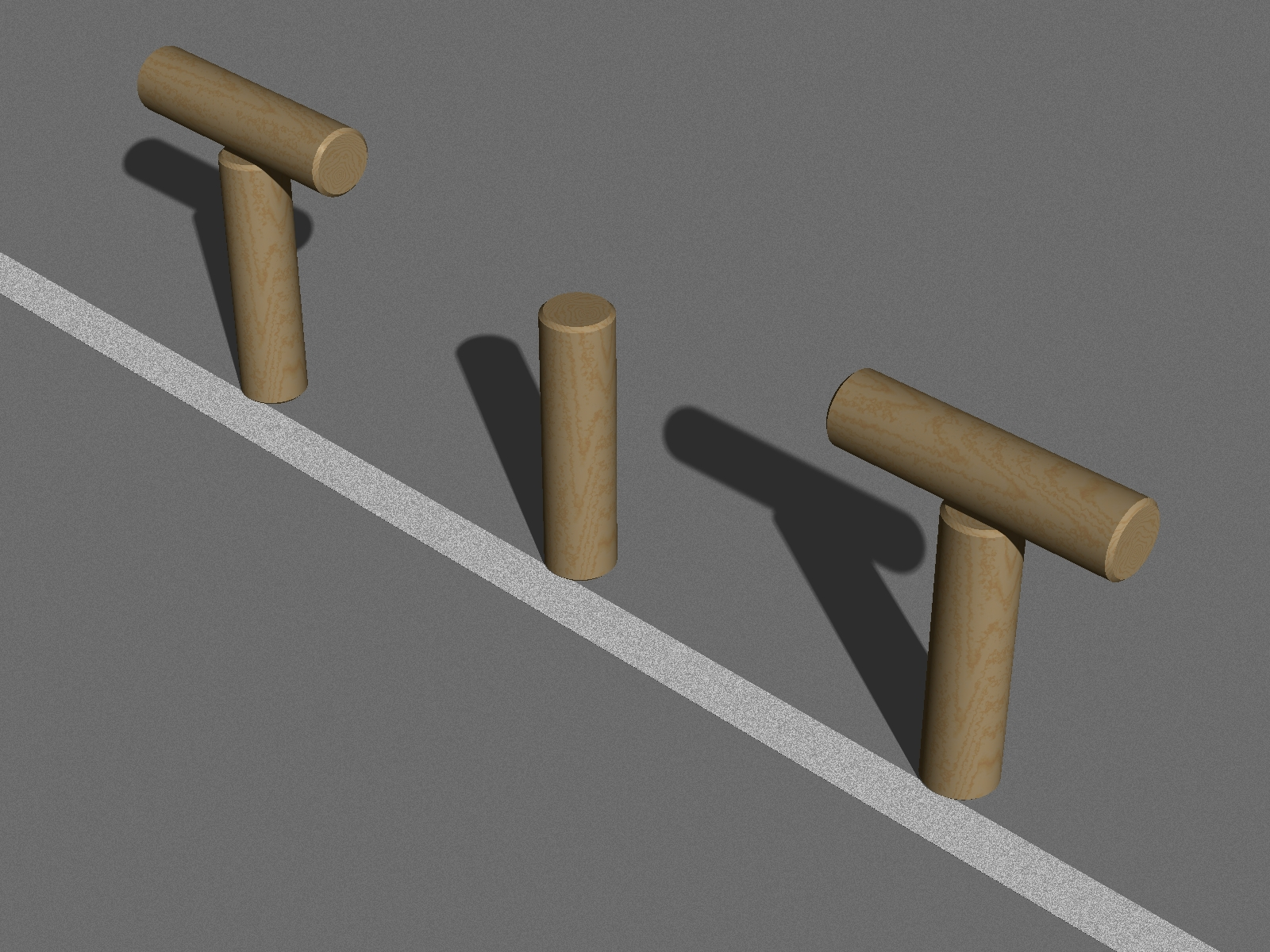
Wächter
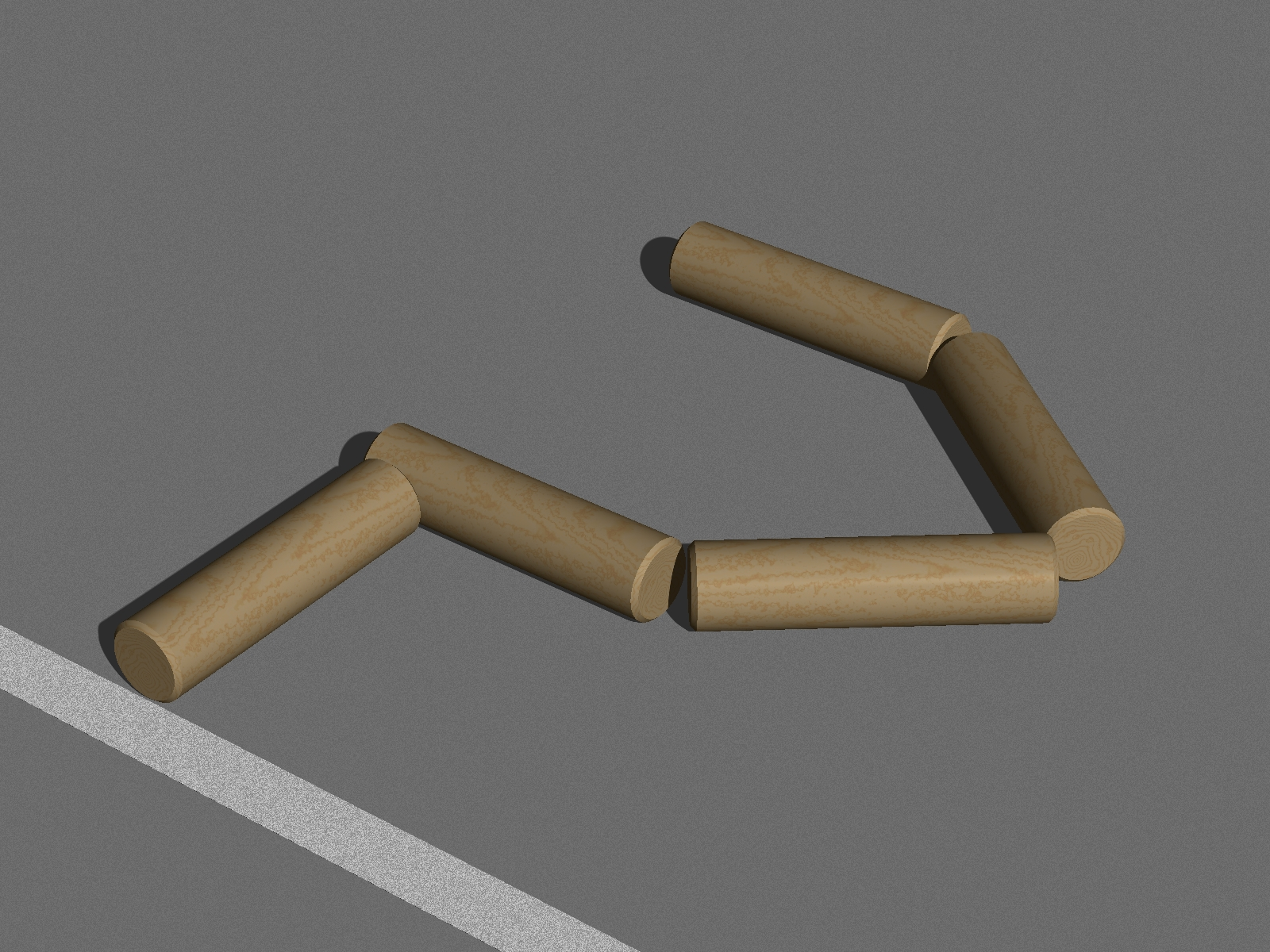
Sichel
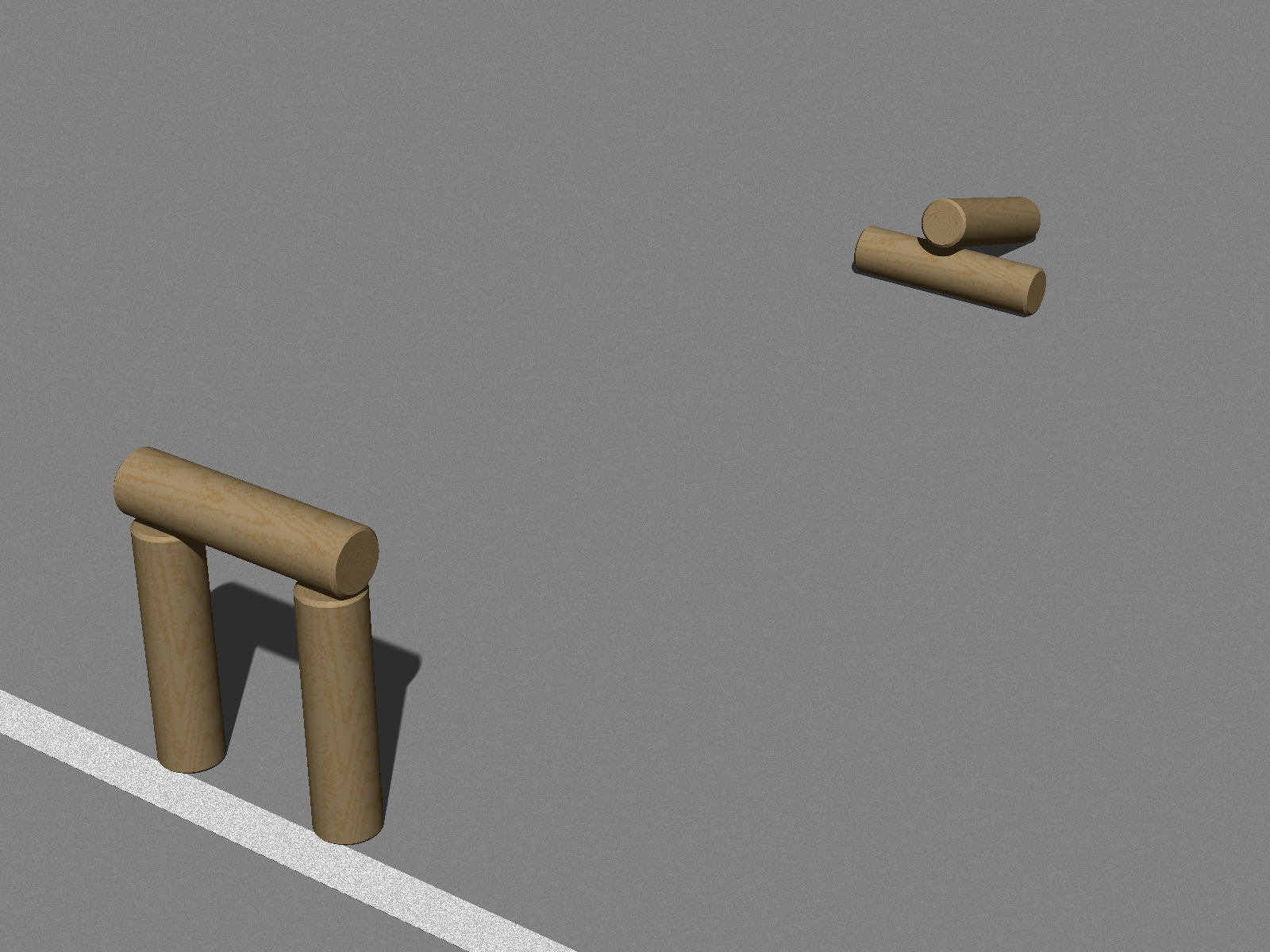
Schießstand
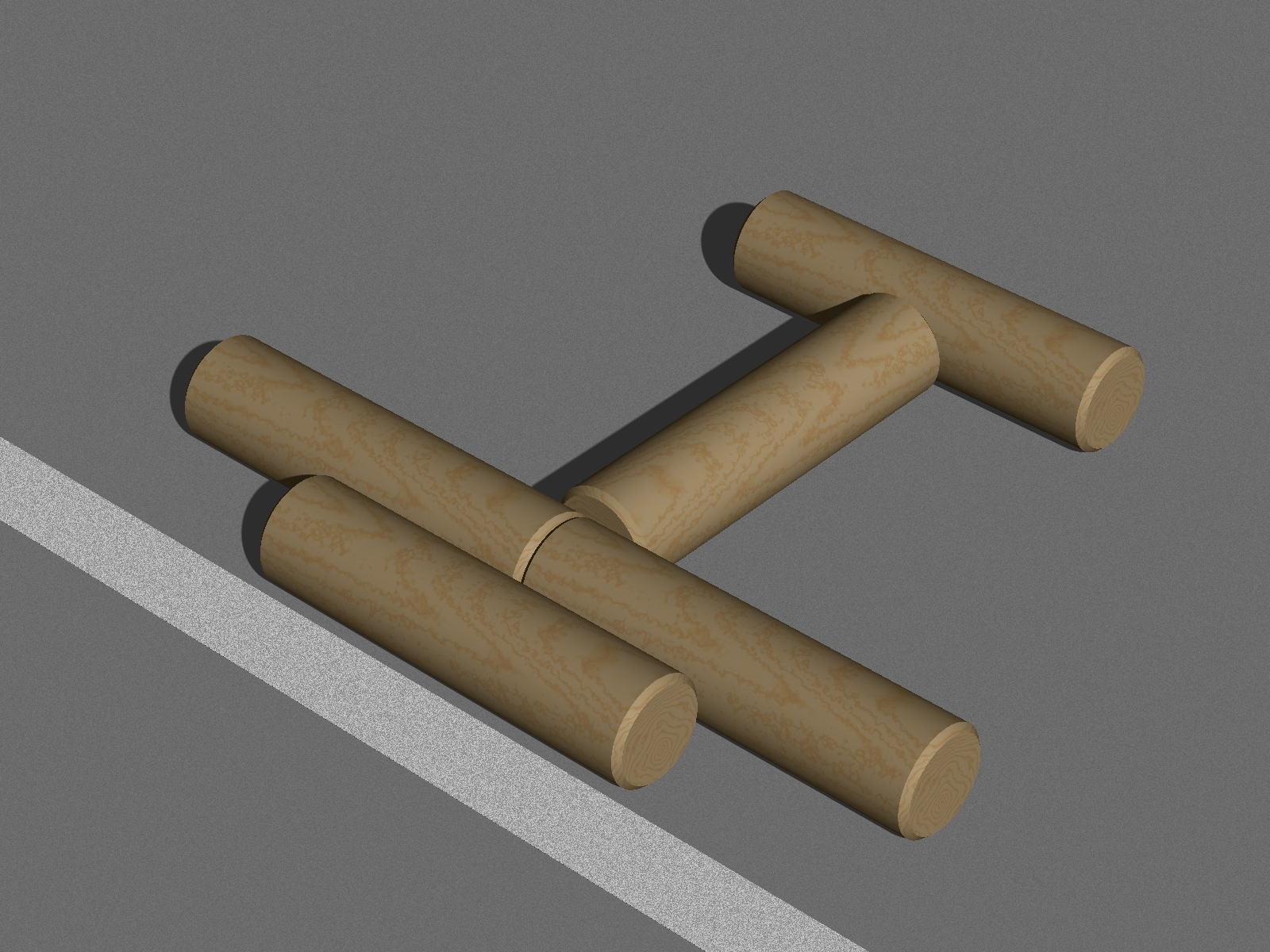
Flugzeug
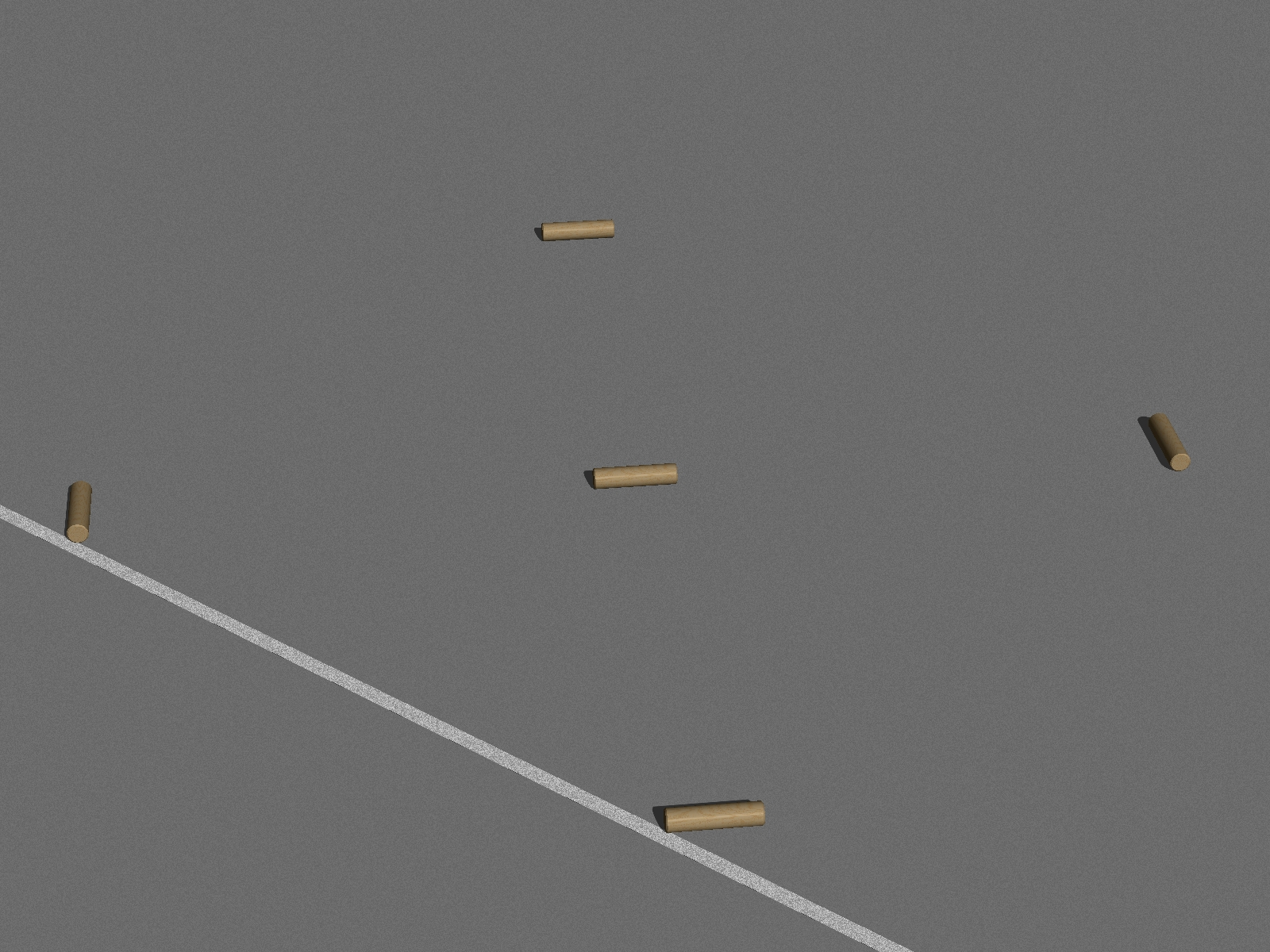
Brief

## Varianten
Ein ähnliches Spiel gibt es auch in Finnland, es heißt Kyykkä. Einwanderer aus der Gegend um den Finnischen Meerbusen herum haben es nach Schweden gebracht, wo man es Poppi nennt.